# Synagoga w Piasecznie
Uzasadnienie: Poprzednia wersja tej synagogi
Synagoga w Piasecznie – znajdowała się w Piasecznie w województwie mazowieckim przy ul. Zgoda 1. 

## Historia
Zbudowana w roku 1903 w miejscu poprzedniej, najprawdopodobniej wzniesionej w XVIII wieku (w 1797 roku istniał tu kahał). Po wojnie na parterze znajdowały się magazyny PZGS "Samopomoc Chłopska", a na piętrze mieszkania. Do synagogi przylegała zachowana do dziś mykwa, a sama synagoga została rozebrana w 1978 z uwagi na zły stan techniczny. W jej miejscu znajduje się pusty plac.

## Inne obiekty
W Piasecznie istnieje jeszcze ściana dawnego dworu cadyka z 1859 roku (ul. Niecała 15) oraz cmentarz żydowski (wcześniej piaseczyńscy Żydzi chowani byli w Nadarzynie) z przełomu XIX/XX wieku przy ul. Tuwima.